# Orthophylus
Orthophylus is een geslacht van wantsen uit de familie van de Miridae (Blindwantsen). Het geslacht werd voor het eerst wetenschappelijk beschreven door Duwal & Lee in 2011.

## Soorten
Het genus is monotypisch en bevat alleen de volgende soort:

- Orthophylus yongmuni Duwal & Lee, 2011